# Belaspidia steffani
Belaspidia steffani är en stekelart som beskrevs av Gérard Delvare 1999. Belaspidia steffani ingår i släktet Belaspidia och familjen bredlårsteklar.
Artens utbredningsområde är Frankrike. Inga underarter finns listade.